# Чрешњево
Чрешњево је насељено место у саставу општине Беретинец у Вараждинској жупанији, Хрватска. До територијалне реорганизације у Хрватској налазило се у саставу старе општине Вараждин.

## Становништво
На попису становништва 2011. године, Чрешњево је имало 765 становника.

## Попис1991.
На попису становништва 1991. године, насељено место Чрешњево је имало 801 становника, следећег националног састава:
| Попис 1991.‍ | Попис 1991.‍ | Попис 1991.‍ | Попис 1991.‍ | Попис 1991.‍ |
| ----------- | ----------- | ----------- | ----------- | ----------- |
|             |             |             |             |             |
| Хрвати      | Хрвати      |             | 788         | 98,37%      |
| Словенци    | Словенци    |             | 6           | 0,74%       |
| Словаци     | Словаци     |             | 1           | 0,12%       |
| непознато   | непознато   |             | 6           | 0,74%       |
| укупно: 801 |             |             |             |             |